# Adoniram Judson
Adoniram Judson (9. srpna 1788 Malden, Massachusetts – 12. dubna 1850 Bengálský záliv) byl americký protestantský misionář a překladatel Bible do barmštiny.
Roku 1812 byl ordinován do služby kongregacionalistického duchovního; téhož roku se i oženil, odplul na misii do Indie a následně se stal baptistou. Od roku 1813 působil v Barmě. Prvního konvertitu pokřtil roku 1819. Roku 1817 bylo vytištěno Matoušovo evangelium v Judsonově překladu do barmštiny; roku 1835 vydal překlad celé Bible. Kromě překladu Bible zapracoval část barmsko-anglického slovníku.